# Cymindis americana
Cymindis americana es una especie de coleóptero de la familia Carabidae.

## Distribución geográfica
Habita en Canadá y Estados Unidos.